# Tommy Kono
Tamio Kono ou Tommy Kono, né le 27 juin 1930 à Sacramento (Californie) et mort le 24 avril 2016 à Honolulu (Hawaï), est un haltérophile américain.

## Palmarès

### Jeux olympiques
- Helsinki 1952
  -  Médaille d'or en moins de 67,5 kg.
- Melbourne 1956
  -  Médaille d'or en moins de 82,5 kg.
- Rome 1960
  -  Médaille d'argent en moins de 75 kg.

### Championnats du monde
- Stockholm 1953
  -  Médaille d'or en moins de 75 kg.
- Vienne 1954
  -  Médaille d'or en moins de 82,5 kg.
- Munich 1955
  -  Médaille d'or en moins de 82,5 kg.
- Téhéran 1957
  -  Médaille d'or en moins de 75 kg.
- Stockholm 1958
  -  Médaille d'or en moins de 75 kg.
- Varsovie 1959
  -  Médaille d'or en moins de 75 kg.
- Vienne 1961
  -  Médaille de bronze en moins de 82,5 kg.
- Budapest 1962
  -  Médaille d'argent en moins de 82,5 kg.

### Jeux panaméricains
- Mexico 1955
  -  Médaille d'or en moins de 82,5 kg.
- Chicago 1959
  -  Médaille d'or en moins de 75 kg.
- São Paulo 1963
  -  Médaille d'or en moins de 82,5 kg.